# Куропатва, Ян
Ян Куропатва из Ланьчухова (пол. Jan Kuropatwa z Łańcuchowa; начало XV века — 1462) — польский военный и государственный деятель, придворный королевы Софьи Гольшанской, подкоморий любельский, староста саноцкий, хелмский и освенцимский, маршалок надворный коронный (1455—1459).

## Биография
Представитель польского дворянского рода Куропатва герба «Шренява». Отец — Ясько (Ян) Куропатка из Грудзыны и Ланьчухова (умер до 1421 года), каштеляна завихостского и старосты любельского. В юности он жил на Вавеле в качестве придворного королевы Софьи Гольшаньской, последней жены Владислава Ягелло. После отца, умершего в 1421 году, он унаследовал поместье и имение в Ланчухуве под Люблином.

### Нападение на монастырь Ясная Гора
Незадолго до Пасхи 1430 года Ян Куропатва вместе с Якубом Наддобным из Рогова, Фридериком Острожским и Рогалой по прозвищу Виссель из Козолина, собрал группу разбойников низкого ранга и на Пасху напал на монастырь на Ясной горе в Ченстохове. Мотивом этого нападения было, главным образом, ограбление сокровищ и ценных вещей, которые паломники должны были оставить в монастыре. Польский хронист Ян Длугош предполагает, что причиной решения о совершении этого нападения стали долги молодых придворных. Нападавшие, не найдя в монастыре никаких ценностей, похитили сосуды и церковное оборудование, а затем лишили икону Ченстоховской Богоматери её украшений. Во время ограбления икону бросили на землю и разбили на три доски, на которых она была написана. Затем на иконе также были следы порезов. Преступники скрылись с награбленным, но были быстро схвачены и заключены в Вавельский замок. Однако они пробыли там недолго. Поскольку все четверо организаторов грабежа были известными при краковском дворе рыцарями, за них поручились другие придворные, и 26 мая 1430 года они были освобождены. Ян Куропатва под страхом наказания в размере 1 000 штрафов должен был предстать перед Владиславом Ягайло после возвращения короля в Краков. Не похоже, чтобы Владислав Ягелло наказал Яна Куропатву слишком строго, ведь он уже был в своем имении в Ланкухове в январе следующего года.

### Тевтонские войны
Действия Яна Куропатвы в последующие годы, вероятно, были продиктованы желанием изменить крайне негативное мнение, сложившееся у него из-за этого ограбления. Дополнительные подозрения против него вызвали слухи о том, что преступники принадлежали к гуситскому движению, сторонникам религиозной реформы, инициированной Яном Гусом в Чехии. Эти подозрения, скорее всего, были ложными, но они способствовали созданию легенды о «нападении гуситов на Ясную Гору», которая жива и сегодня, и даже античешским беспорядкам в Кракове. Вероятно, в последующие годы Ян Куропатва участвовал в боях в Великом княжестве Литовском, где великий князь литовский Свидригайло (младший брат Ягелло) объединился с Тевтонским орденом против Польши. Ян Куропатва из Ланкухова, вероятно, участвовал в сражениях 1431 года на Волыни и в 1435 году в Литве. Его бывший соратник, Якуб Наддобный из Рогова, погиб во время осады Луцка на Волыни в 1431 году. 1 сентября 1435 года во время битвы при Вилькомире, во время которой польско-литовские войска разбили войска Свидригайло, Ян Куропатва захватил двух важных тевтонских рыцарей, Генриха фон Нотлебена и Петера Весселера, которых он затем держал в своем поместье в Ланчухове, чтобы получить за них выкуп. Эти рыцари просили приходского священника Торуни выкупить из плена, а также просили поддержки великого магистра и ландмаршала Ливонии. Генрих фон Нотлебен был выкуплен из плена лишь два года спустя, в 1437 году, за 1 600 венгерских флоринов. Сумма выкупа за Питера Весселера неизвестна, в том же году он был освобожден.
В 1450-х годах Ян Куропатва также участвовал в Тринадцатилетней войне с Тевтонским орденом. Принятая им стратегия изменения негативных мнений посредством военной деятельности и участия в военных экспедициях оказалась эффективной. Кроме того, он вкладывал большие суммы и в свою общественную деятельность — на нее он, вероятно, потратил большую часть выкупа за тевтонских рыцарей, дополнительно взяв деньги в долг под залог недвижимости и продав часть её. Из этих денег он дал польскому королю Казимиру IV Ягеллону в 1459 году 480 венгерских флоринов на оплату наемных войск. Взамен король завещал ему будущие доходы от Хелма, Грубешува и Черничина. В результате своих военных достижений и финансового участия в нуждах короля Ян Куропатва вновь появился в качестве королевского придворного. В 1439 году он участвовал в дворянской конфедерации, основанной Спытеком из Мельштына.

### Карьера при королевском дворе
В 1440-х годах развитие придворной карьеры Яна Куропатвы позволило ему занять ряд важных и престижных государственных должностей. В 1439 году король Владислав III Варненчик назначил его на должность подкомория любельского. В 1442—1446 годах он также занимал должность старосты саноцкого, в 1447 году он ненадолго стал старостой хелмским, а в 1455 году получил эту должность навсегда в награду за свои военные заслуги. В 1441 году он участвовал в съезде польских и литовских панов в Парчеве, а в 1455—1459 годах занимал должность придворного маршала коронного.
В 1452 году отряды освенцимских князей Яна Освенцимского и Пшемысла Тошецкого напали на малопольские земли. Правители Освенцимского княжества, которое было феодальным владением короля Чехии, воспользовались распространением чумы в Малой Польше, от которой укрылись рыцари, защищавшие эти территории. Вторгшись в приграничные районы с отрядом в 900 рыцарей, они разорили и разграбили города вплоть до окрестностей Кракова. В следующем 1453 году польский король Казимир Ягеллончик отправил против князя Яна Освенцимского отряды королевских войск под командованием Яна Куропатвы, люблинского старосты Яна Щекоцкого из Войцехова и Петра Шафранца. Общественное мнение о Петре Шафранце было намного хуже, чем о Яне Куропатве в предыдущие годы. Пётр Шафранец, староста севежский, сын краковского подкомория Петра Шафранца, занимаясь регулярными грабежами, грабил имения соседей и нападал на купцов. В 1453 году, посланный королем в ответный поход на Освенцимское княжество, он осадил и захватил замок в Малеце, но вернул его князю в обмен на выкуп в 2 000 червонного золота. В то же время Ян Куропатва и Ян Щекоцкий осадили замок в Освенциме, который они захватили, вынудив князя Яна Освенцимского капитулировать. В награду польский король Казимир Ягеллончик даровал Яну Куропатве титул старосты освенцимского и бургграфа местного замка.
Его сыном был Станислав Купоратва (ум. 1520), староста любельский и холмский. А его дочь (имя неизвестно) стала женой Петра Мышковского (1450—1505), гетмана великого коронного.